# 杜夫兄弟
麥特·杜夫（英語：Matt Duffer，1984年2月15日—）與羅斯·杜夫（英語：Ross Duffer，1984年2月15日—）或合稱作杜夫兄弟（英語：The Duffer Brothers），是一對美國男導演、監製、編劇、剪輯師和演員。他們較為著名的是在Netflix電視劇《怪奇物語》中擔任創作者。他們也執導和編劇了2015年恐怖片《躲藏》。
杜夫兄弟從小就對電影有興趣，他們於2007年從北卡羅來納州搬到了加利福尼亞州，並在查普曼大學中學習電影科系，直到2011年開始在該行業工作。他們是雙胞胎兄弟。

## 早期生活
杜夫兄弟出生於北卡羅來納州德罕。他們從小學三年級起就開始使用父母送的Hi8來拍電影。他們於德罕學校畢業後，便錄取了德罕的公立學校查爾斯·E·喬丹高中。之後，他們搬到了加利福尼亞州橙市，並在查普曼大學的道奇電影與媒體藝術學院中主修電影學系；兩人於2007年從該校畢業。

## 職業生涯
2005年起，杜夫兄弟自編自導了多部短片，而兩人所編劇的後世界末日恐怖片《躲藏》則於2011年被華納兄弟影業收購。該片於2012年製作，並於2015年在美國上映。後來，奈·沙馬蘭聘請他們為FOX電視劇《陰松林》的部分集數擔任執行製片人和編劇。

### 《怪奇物語》
杜夫兄弟將自己以前看電視的體驗開始把其想法變成電視劇《怪奇物語》，丹·科恩後來將這構想告訴薛恩·李維。該劇由李維的製片公司21圈娛樂製作，並很快地被Netflix買下。該劇設定於1983年的印第安納州，並致敬於80年代的流行文化作品，其啟發對象如史蒂芬·史匹柏、約翰·卡本特、史蒂芬·金和喬治·盧卡斯等。
《怪奇物語》於2016年夏季首次推出，並獲得了出色的評價；多數評論家稱讚了該劇的風格、步調、配樂、演出、氛圍和劇情，以及當中對於1980年代電影和電視劇的致敬，後來在網上成為一股邪典崇拜。該劇在影評網站爛番茄上根據55篇評論而持有95%的新鮮度，平均得分8.1／10；該網站共識：「令人興奮、心碎、有時又很恐怖，《怪奇物語》是個向史匹柏電影與80年代經典電視劇致敬，會讓人相當著迷的作品。」2016年8月31日，Netflix宣布已續訂《怪奇物語》的第二季。其第二季於2017年10月27日推出。

## 作品列表

### 短片
| 年份 | 標題                     | 職位 | 職位 | 職位 | 附註                                               |
| 年份 | 標題                     | 導演 | 編劇 | 監製 | 附註                                               |
| ---- | ------------------------ | ---- | ---- | ---- | -------------------------------------------------- |
| 2005 | We All Fall Down         | 是   | 是   | 否   |                                                    |
| 2006 | The Big Toe              | 否   | 否   | 否   | 兼剪輯師                                           |
| 2007 | Eater                    | 是   | 是   | 否   | 兼剪輯師                                           |
| 2008 | Saturday Night at Norm's | 否   | 否   | 是   |                                                    |
| 2008 | The Milkman              | 否   | 否   | 是   | 兼演員：警官（麥特·杜夫）／開車的暴徒（麥特·杜夫） |
| 2009 | Abraham's Boys           | 是   | 是   | 是   | 兼剪輯師                                           |
| 2009 | Road to Moloch           | 否   | 是   | 否   |                                                    |
| 2012 | Vessel                   | 否   | 是   | 否   |                                                    |

### 電影
| 年份 | 標題            | 職位 | 職位 | 職位 | 附註 |
| 年份 | 標題            | 導演 | 編劇 | 監製 | 附註 |
| ---- | --------------- | ---- | ---- | ---- | ---- |
| 2015 | 《躲藏》 Hidden | 是   | 是   | 否   |      |

### 電視
| 年份      | 標題         | 職位   | 職位       | 職位 | 職位 | 附註 |
| 年份      | 標題         | 創作者 | 執行製片人 | 編劇 | 導演 | 附註 |
| --------- | ------------ | ------ | ---------- | ---- | ---- | --- |
| 2015-2016 | 《陰松林》   | 否     | 是         | 是   | 否   | 共同執行製片人（2集） 編劇（4集） |
| 2016-     | 《怪奇物語》 | 是     | 是         | 是   | 是   | 創作者和執行製片人 編劇（12集） 導演（15集） 提名-黃金時段艾美獎最佳劇情類影集導演（2016） 提名-黃金時段艾美獎最佳劇情類影集編劇（2016） |

## 外部連結
- Matt Duffer在互联网电影资料库（IMDb）上的資料（英文）
- Ross Duffer在互联网电影资料库（IMDb）上的資料（英文）